# Bahnhof Patsch
Patsch ist eine Bahnhaltestelle der Brennerbahn Innsbruck–Brennerpass bei Patsch. Die ehemaligen Bahnhofsgebäude, die denkmalgeschützt waren, wurden 2012 abgerissen. Der Haltepunkt liegt so entlegen, dass er als eigene Ortslage Patsch-Bahnhof beziehungsweise Patsch-Haltestelle geführt wird. Seit dem Fahrplanwechsel 2024/2025 halten hier keine Personenzüge mehr, mit 14. Dezember 2025 soll auch formal die Auflassung erfolgen.

## Lage
Die Bahnhaltestelle von Patsch befindet sich etwa 9 Kilometer südlich von Innsbruck. Sie liegt auf 794 m ü. A. Höhe über der Sillschlucht südlich unterhalb von Patsch, direkt gegenüber von Schönberg im Stubaital, unweit der Europabrücke der Brennerautobahn.
Die Brennerbahn steigt hier kontinuierlich das Wipptal hinauf und hat seit Innsbruck gut 200 Höhenmeter gewonnen. Die Siedlungen des Raumes liegen aber auf den Talschultern des Wipptals auf den Niveau des Tiroler Mittelgebirges von um die 1000 Meter, daher läuft die Brennerbahn hier noch weit unterhalb der Orte im Hang der engen Sillschlucht entlang. Die Haltestelle ist nur auf einer steilen, serpentinenreichen Straße erreichbar, noch einmal 100 Höhenmeter unterhalb der letzten Ortslage von Patsch, dem Ort Kehr.

## Geschichte

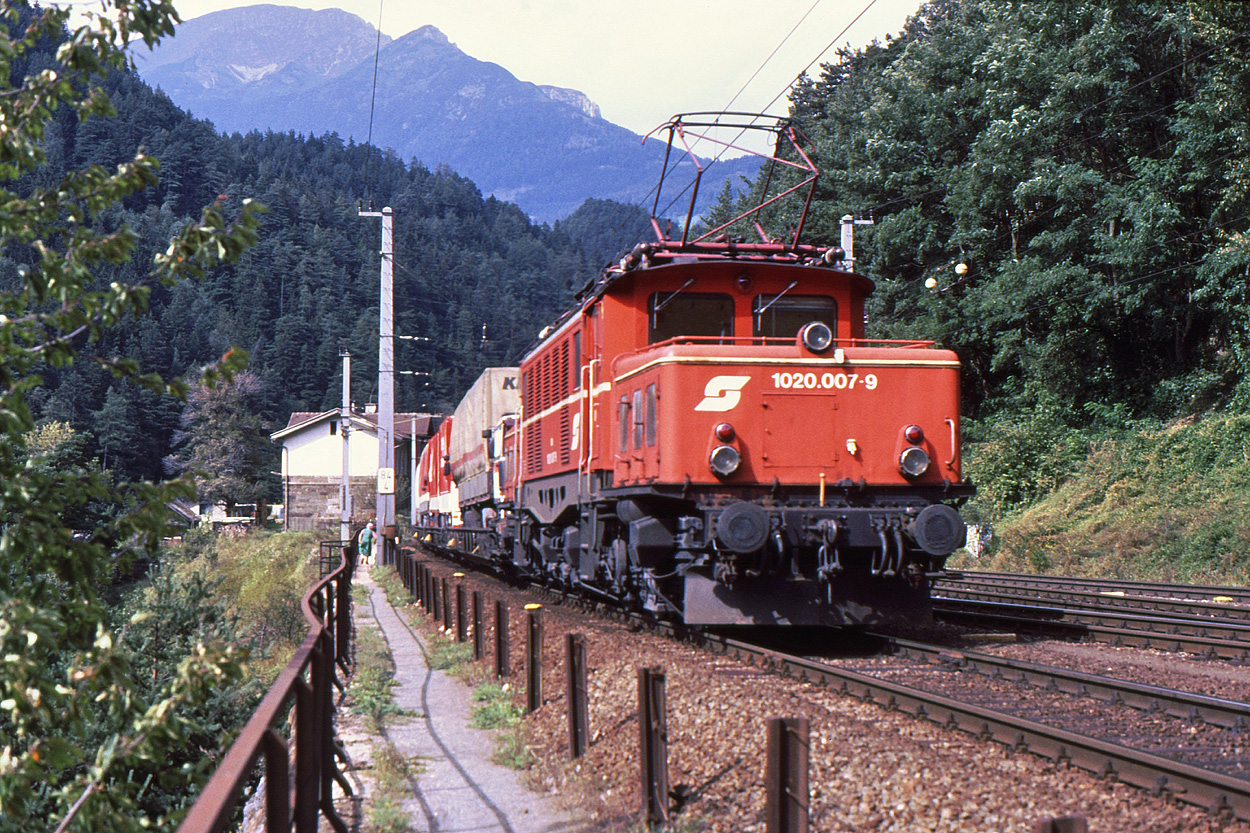
Güterzug mit 1020 007-9 bei Patsch

Der Bahnhof wurde schon 1867 bei Errichtung der Brennerbahn (Eröffnung der Strecke Innsbruck–Bozen 21. August 1867) angelegt, und ein Aufnahmsgebäude direkt unterhalb von Kehr gebaut. Auch ein Bahnwärterhaus gab es hier. 1910/11 wurde 300 Meter taleinwärts (südlich) in orographisch günstigerer Lage ein neues Aufnahmsgebäude erstellt. Das alte Gebäude wurde als Personalhaus weiterverwendet, später als Wohnhaus, zuletzt wurde hier zeitweise eine kleine Landwirtschaft betrieben. Wegen der geringen Frequenz wurde Patsch ab 1994 nurmehr als Haltestelle geführt, der Betrieb im Aufnahmsgebäude eingestellt, und talseits ein Wartehäuschen errichtet. Seit einigen Jahren verkehren hier die Schnellbahnkurse  der S-Bahn Tirol, die Station wurde zuletzt aber nurmehr täglich ein bis zwei Mal pro Richtung – primär für einige Schüler nach Innsbruck – eingehalten. Mit dem Fahrplanwechsel 2024/2025 (seit 15. Dezember 2024) sind sowohl hier als auch in der Station Unterberg-Stefansbrücke auch diese letzten planmäßigen Halte weggefallen. Ein Jahr später, am 14. Dezember 2025 soll die gänzliche Auflassung der Station erfolgen.
Die beiden Bahnhofsbauten waren 1999 als typische Vertreter der Bahnhofsarchitektur der Monarchiezeit per Bescheid unter Denkmalschutz gestellt worden, das Bahnwärterhaus wurde abgerissen. Die Österreichischen Bundesbahnen (ÖBB) konnten aufgrund der Lage keine Nachnutzer finden, die Häuser waren aber bis in die 2000er durch Leerstand und Vandalismus weitgehend baufällig geworden. Daher stellte man ein Ansuchen beim Bundesdenkmalamt, den Schutzstatus aufzuheben. Unterstützung fand das bei der Gemeinde Patsch, für die Wasserversorgung und Bausicherung der abgelegenen Häuser eine große Belastung war. Das Bundesdenkmalamt stellt die Erhaltung der Baudenkmäler in einem Gutachten als „nicht realisierbar“ fest, und den Denkmalwert insoferne nicht außerordentlich, weil die „Architektur an der Brennerbahn durch die verbleibenden Objekte ‚ausreichend dokumentiert‘ sei“, und diese auch für Architekturinteressierte besser erreichbar seien. Im Zuge der Sanierungsarbeiten der Brennerstrecke wurden die beiden Bauten dann August 2012 abgerissen, der Bauschutt per Bahn entsorgt.
Während der Sanierungsarbeiten machte sich in Matrei ein Gleisbauzug einer privaten Baufirma unbemannt selbständig, und entgleiste unweit des ehemaligen Bahnhofs. Die Garnitur stürzte teils in die Sillschlucht, Personen kamen nicht zu Schaden.

## Bahnhofsgebäude
Das alte Aufnahmsgebäude von 1867 war ein zweigeschoßiger Bau mit Mittelrisalit. Der Unterbau war im massiven Steinquader-Mauerwerk ausgeführt, mittig führte ein – zuletzt zugemauertes – Rundbogentor ins Innere. Das Obergeschoß war glatt verputzt. Es war ein Originalentwurf Wilhelm von Flattichs, von dem alle Bahnhöfe der Brennerbahn stammen.
Das jüngere Aufnahmsgebäude war ebenfalls zweigeschoßig, von charakteristischem T-förmigem Grundriss, in der gleisseitigen Aussparung eine einfach dekorierte hölzerne Überdachung mit Doppelständerung. Das Untergeschoß war in Putzbänderung mit Schein-Eckquaderung im (neorenaissancierenden) Ringstraßenstil gestaltet, das Obergeschoß bei unter die Traufe gezogener Eckquaderung in Rauputz schlicht.

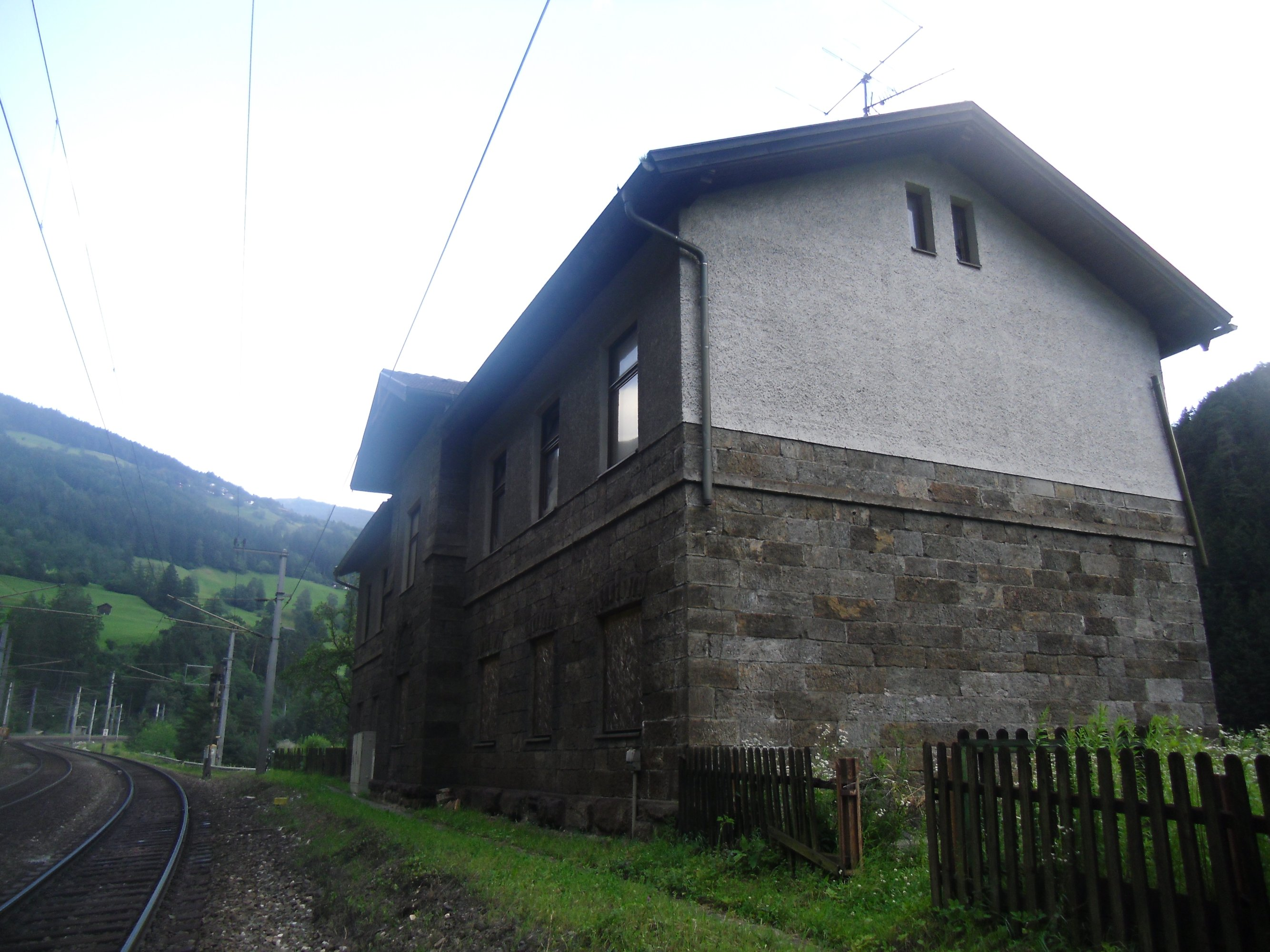
Aufnahmsgebäude 1867 (Aufnahme 2012)
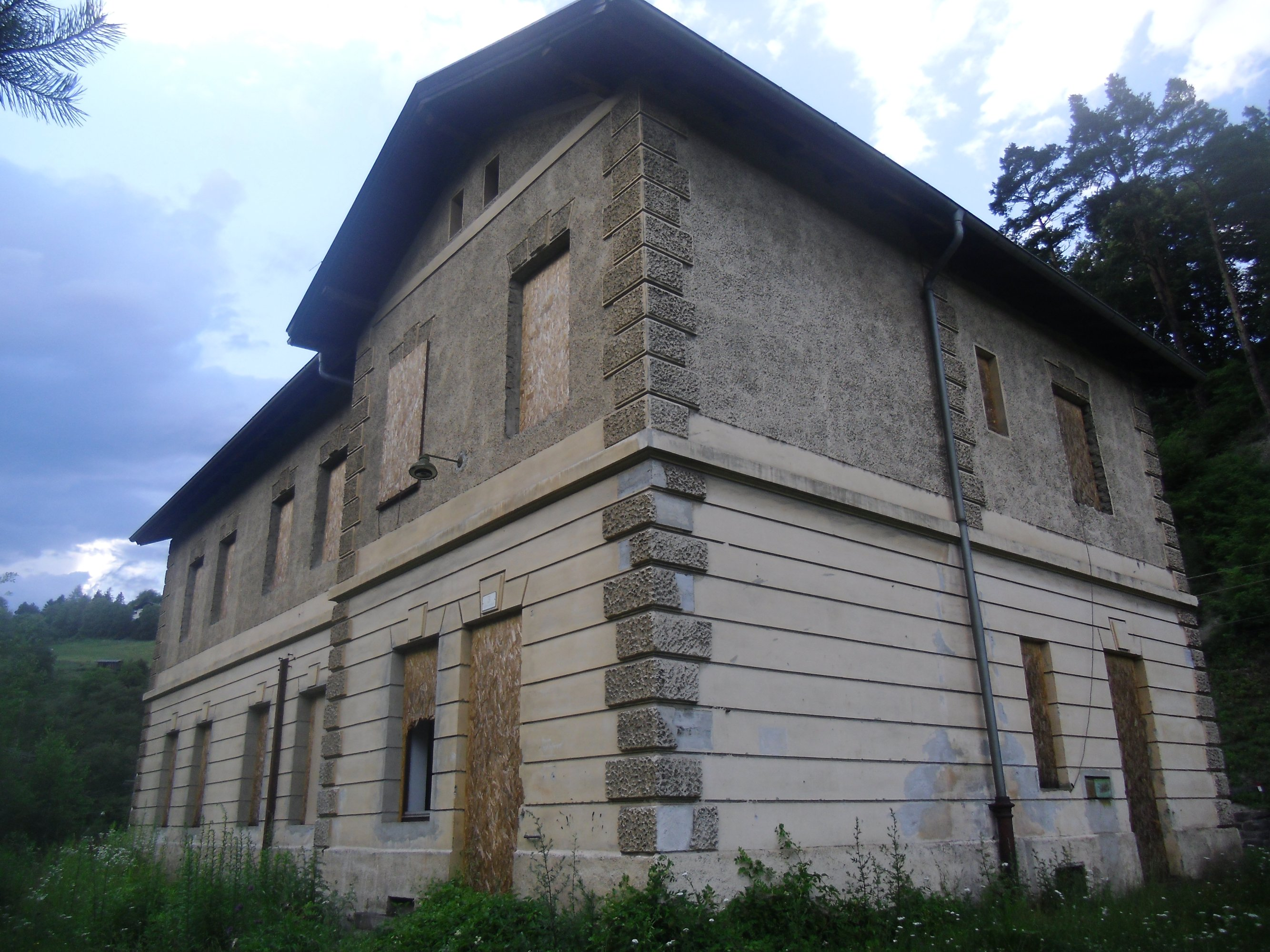
Aufnahmsgebäude 1911, Rückseite talseitig (Aufnahme 2012)